# Gurb
Pour le livre de E. Mendoza, voir Sans nouvelles de Gurb.
Gurb est une municipalité de la comarque d'Osona, dans la province de Barcelone, en Catalogne (Espagne).

## Culture locale et patrimoine

### Lieux et monuments
- Les vestiges du château médiéval ;
- L'église Sant Andreu de Gurb, d'origine romane ;
- L'église Sant Julià Sassorba, d'origine romane.

### Personnalités liées à la commune
- Arnau de Gurb (v. 1210-1284) : évêque de Barcelone originaire de Gurb ;
- Carles Mundó (1976-) : homme politique, conseiller municipal de Gurb de 1999 à 2015.